# Arroyo del Abrojal
Der Arroyo del Abrojal, auch Arroyo Abrojal, ist ein Fluss in Uruguay.
Er entspringt in der Cuchilla de Haedo auf dem Gebiet des Departamento Río Negro einige Kilometer nordöstlich der Stadt Nuevo Berlín nahe der dort verlaufenden Ruta 24. Von dort fließt er im Wesentlichen in südöstliche Richtung. Er mündet rechtsseitig in den Río Negro.